# Бойтум, Зигмунд
Зигмунд Бойтум (нем. Siegmund Beutum; 8 апреля, 1890 — 17 февраля, 1966) — австрийский шахматист.

## Биография
В 1920-е и 1930-е годы участвовал в шахматных турнирах в Вене, где в основном занимал места в середине турнирной таблицы.
В 1926 году победил на неофициальном чемпионате Австрии по шахматам. Представлял сборную Австрии на шахматной олимпиаде в 1928 году. В 1935 году в Тель-Авиве участвовал в шахматном турнире 2-х Маккабианских играх, где поделил 7-е — 8-е место (в турнире победил Абрам Бласс).